# Anatoli Býshovets
Anatoli Fiódorovich Býshovets (en ruso: Анатолий Фёдорович Бышовец, n. 23 de abril de 1946 en Kiev, Unión Soviética) es un entrenador ruso y exfutbolista internacional. En su trayectoria como jugador siempre vistió la camiseta del Dynamo Kiev. Como entrenador ganó la medalla de oro en los Juegos Olímpicos de 1988 con la Unión Soviética, selección con la que pasó a la historia al ser su último entrenador. También ha sido seleccionador nacional del CEI, Rusia y Corea del Sur.

## Carrera como jugador
Anatoli Býshovets ingresó en el equipo juvenil del FC Dinamo Kiev, antes de debutar en el primer equipo, donde permaneció entre 1963 y 1973. Býshovets ganó el campeonato soviético en cuatro ocasiones (1966, 1967, 1968, 1971) y la Copa Soviética en dos ocasiones (1964, 1966) con el Dynamo. La temporada 1967 fue la mejor de su carrera, en la que fue nominado al premio Balón de Oro, en el que acabó 15.º. Býshovets anotó cuatro goles para la Unión Soviética en la Copa Mundial de la FIFA 1970.

## Carrera como entrenador
Después de terminar su carrera como jugador en 1973 Býshovets trabajó en la escuela de fútbol del Dynamo Kiev. En 1988 ganó la medalla de oro en los Juegos Olímpicos entrenando a la selección soviética, de la que fue el último seleccionador antes del colapso el país. Posteriormente fue el primer y único entrenador del CEI que participó en la Eurocopa 1992. Además, entrenó también a las selecciones de Rusia y Corea del Sur.
Después de haber estado un año sin dirigir, Býshovets se convirtió en entrenador del FC Lokomotiv Moscú. En 2007 el equipo moscovita ganó la Copa de Rusia con Býshovets que ayudó a calmar las críticas de la prensa y los aficionados. A pesar de las aspiraciones del club a volver a la Liga de Campeones de la UEFA, el rendimiento del Lokomotiv con Býshovets en la Liga Premier de Rusia fue bajo. Tras acabar la temporada, el técnico fue destituido.
Además de entrenador de fútbol y seleccionador nacional, Býshovets también fue asesor deportivo en el FK Anzhi Majachkalá (2003), vicepresidente del FC Jimki (2003-2004) y director deportivo del Heart of Midlothian (2004-2005). En octubre de 2009 fue contratado como asesor por el FC Kuban Krasnodar, pero dejó su cargo poco más de un mes después, el 17 de noviembre de 2009.

## Clubes

### Como jugador
| Club           | País            | Año       |
| -------------- | --------------- | --------- |
| Dinamo de Kiev | Unión Soviética | 1963-1973 |

### Como entrenador
| Club                            | País            | Año       |
| ------------------------------- | --------------- | --------- |
| Dinamo Moscú                    | Unión Soviética | 1986-1988 |
| Dinamo Moscú                    | Unión Soviética | 1988-1990 |
| Selección de la Unión Soviética | Unión Soviética | 1990-1992 |
| AEL Limassol                    | Chipre          | 1992-1993 |
| Selección de Corea del Sur      | Corea del Sur   | 1994      |
| Selección de Corea del Sur      | Corea del Sur   | 1994-1995 |
| Zenit de San Petersburgo        | Rusia           | 1997-1998 |
| Selección de Rusia              | Rusia           | 1998      |
| Shajtar Donetsk                 | Ucrania         | 1998-1999 |
| C. S. Marítimo                  | Portugal        | 2003      |
| Tom Tomsk                       | Rusia           | 2005      |
| Lokomotiv Moscú                 | Rusia           | 2006-2007 |
| Kubán Krasnodar                 | Rusia           | 2009      |
| F. C. Ufa                       | Rusia           | 2011      |